# 아나운서 이야기
《아나운서 이야기》(アナウンサーぷっつん物語)는 일본 후지 TV에서 1987년 4월 6일 ~ 1987년 5월 11일 매주 월요일 오후 9시부터 9시 54분까지 방영한 드라마로 총 6화로 구성되었다.

## 등장 인물
- 키시모토 카요코 (니시자와 유미코 역)
- 칸다 마사키 (신죠 타쿠야 역)
- 아소 유미 (오가와 사나에 역)
- 야마무라 미치코 (마스미 역)
- 토코로 죠지 (츠다 켄지 역)
- 타시로 마사시 (핫토리 케이스케 역)
- 카니에 케이조 (토오야마 쇼이치로 역)
- 타카이 마미코 (타키 마리 역)
- 카아이 카즈미 (쇼노 유코 역)
- 오노 미유키 (노무라 키미에 역)
- 나카모토 코지 (타마이 슈헤이 역)
- 미네 류타 (후지와라 마모루 역)
- 하타 미네아키 (하타 미네아키 역)
- 아카시야 산마
- 타모리
- 토자와 유스케
- 코쿠쇼 사유리
- 모토키 마사히로
- 카메야마 치히로
- 와타나베 토오루
- 요시자키 노리코
- 이츠미 마사타카